# 三毛猫ホームズの卒業論文
『三毛猫ホームズの卒業論文』（みけねこホームズのそつぎょうろんぶん）は、日本の小説家赤川次郎によって2003年に発表された三毛猫ホームズシリーズの長編推理小説である。

## あらすじ
水原悠一は、大学の教室で恋人の杵谷淳子とともに卒業論文にとりくんでいた。だが、帰宅直前、水原が何者かに刺されてしまう。一方淳子は、晴美とともに出席した結婚式で、花婿を刺そうとした女性から花婿をかばい、重体に。
これは、二人の卒業論文が原因なのか。二人の卒業論文は、ある事件を扱っており、その事件で警察に捕まったのは真犯人ではない、という結論を出していた。

## 主な登場人物
- 片山義太郎 - 警視庁捜査一課のダメ刑事
- 片山晴美 - 義太郎の妹
- 石津刑事 - 晴美に恋をする猫嫌いの刑事
- ホームズ - 三毛猫

## 書誌情報
- 『三毛猫ホームズの卒業論文』（光文社カッパノベルス、2003年10月） ISBN 978-4-334-07539-2
- 『三毛猫ホームズの卒業論文』（光文社光文社文庫、2007年4月） ISBN 978-4-334-74225-6
- 『三毛猫ホームズの卒業論文』（角川書店角川文庫、2017年05月25日） ISBN 978-4-04-105750-6